# Le colonne della società (film 1916)
Le colonne della società (Pillars of Society ) è un film muto del 1916 diretto da Raoul Walsh.
Il lavoro teatrale di Henrik Ibsen (da cui è tratta la sceneggiatura del film) era già stato portato sullo schermo nel 1911 dalla casa di produzione Thanhouser con la pellicola The Pillars of Society del 1911.

## Trama
Karsten Bernick, un grande armatore, considerato un pilastro della società norvegese, ha costruito la sua carriera su atti disonesti e menzogne. Molti anni prima, era stato l'amante della signora Dorf. Dalla relazione, era nata una bambina e lui, per proteggere il proprio nome, aveva chiesto al cognato Johan - che stava per partire per l'estero - di prendersene la responsabilità. Quando poi la signora Dorf era morta, lui aveva adottato quella che tutti credono sua nipote. Ora però Johan sta tornando in Norvegia, deciso a ridare onorabilità al suo nome. Karsten, nel panico, progetta di ucciderlo, facendolo imbarcare su una nave poco sicura. Ma Johan cambia nave, mentre invece vi sale Olaf, il figlio del cognato. I soccorritori riescono a salvare il giovane e Karsten, incapace di mentire ancora, confessa la verità e ammette di essere lui il vero padre della ragazza.

## Produzione
Il film fu prodotto dalla Fine Arts Film Company.

## Distribuzione
Distribuito dalla Triangle Distributing, il film uscì nelle sale statunitensi il 27 agosto 1916.